# SK Baťov 1930
El SK Baťov 1930 es un equipo de fútbol de la República Checa que juega en el Campeonato de Zlin, una de las ligas regionales que conforman la quinta división de fútbol en el país.

## Historia
Fue fundado en el año 1930 en la ciudad de Ostrokovice en la región de Zlín con el nombre SK Ostrokovice, y han cambiado de nombre en carias ocasiones:
- 1930-35: SK Otrokovice
- 1935-48: SK Baťov
- 1948: ZK Botostroj Baťov
- 1948-53: Sokol Svit Otrokovice
- 1953-09: Jiskra Otrokovice
- 2009: SK Baťov 1930

Su mayor logro ha sido en jugar en la desaparecida Primera División de Checoslovaquia en la temporada 1964/65, en la cual descendió tras terminar en el lugar 14 con solo dos victorias.
Posteriormente inició una caída libre que lo llevó a jugar en la séptima división en la temporada 1992/93 hasta la disolución de Checoslovaquia en 1993.
Tras la creación de la República Checa se convirtió en uno de los equipos fundadores de la sexta categoría del país, jugando en las divisiones aficionadas desde entonces.

## Palmarés
- Czech 2. Liga: 1

1963/64
- Segunda División de Zlín: 3

1992/93, 2010/11, 2012/13